# Dandara Guerra
Dandara Carneiro Guerra (Rio de Janeiro, 10 de outubro de 1983) é uma diretora e atriz brasileira.
Filha da atriz Cláudia Ohana e do cineasta, poeta e dramaturgo luso-moçambicano Ruy Guerra, foi casada com o músico Rafael Rocha, com quem tem um filho, Martim; também foi casada com o ator Álamo Facó, de quem tem um filho, Arto, nascido em 2012.
Em alguns trabalhos, é creditada como Dandara Ohana.

## Biografia e carreira
A estreia no cinema aconteceu no longa-metragem de Sérgio Resende, Guerra de Canudos, em 1997. Sua personagem Teresa era filha do casal interpretado por Marieta Severo e Paulo Betti, e irmã de Cláudia Abreu.
Em (1999), participou do filme  Traição, baseado na obra de Nelson Rodrigues. Neste, foi dirigida por  Cláudio Torres e contracenou com Fernanda Torres, Drica Moraes, Pedro Cardoso,  Daniel Dantas e Ludmila Dayer.
Em (1998) atuou em  Estorvo, dirigido por Ruy Guerra.
Em (2002), faz o papel de Maria na minissérie  Aquarela do Brasil, da Rede Globo, escrita por Lauro César Muniz, colaboração de Rosane Lima e direção de Marcelo Travesso e Carlo Milani, e direção geral e núcleo de Jayme Monjardim e Carlos Magalhães.
Em (2005), trabalhou como assistente de direção e montagem do curta  Dolores, protagonizado por Cláudia Ohana e como  estagiária de montagem de  O Veneno da Madrugada, dirigido por Ruy Guerra.
Em (2006), interpretou a personagem Júlia em   1972, comédia romântica produzida por Ana Maria Bahiana e dirigida José Emilio Rondeau.
Sua última participação como atriz na TV foi na série Os Buchas, do  Canal Oi, em (2009). 

## Filmografia

### Televisão
- 1996 - Malhação de Verão .... Clara
- 2000 - Aquarela do Brasil .... Maria
- 2001 - Malhação .... Marcela
- 2009 - Os Buchas (Canal Oi) .... Érica

### Cinema
- 1997 - Guerra de Canudos .... Teresa
- 1998 - Traição .... Bianca
- 2000 - Estorvo .... minha irmã criança
- 2006 - 1972 .... Júlia[9]
- 2010 - 5x Favela - Agora por Nós Mesmos .... Sofia[10]